# Batalha do Passo Amano
A Batalha do Passo Amano foi travada em 39 a.C. entre as forças da República Romana, lideradas pelo general Públio Ventídio Basso, e as do Império Parta, lideradas pelo general Farnapates. Depois da derrota na Batalha das Portas da Cilícia, os partas recuaram para o passo Amano, nos montes Nur (moderno passo Belen), onde foram novamente derrotados e Farnapates foi morto.

## Batalha
Farnapates enviou um poderoso destacamento para proteger o passo que permitia a passagem pelo monte Amano. Ventídio enviou à frente um de seus oficiais, Pompédio Silão, com uma força de cavalaria para capturar a posição. Porém, Pompédio se viu obrigado a enfrentar todo o exército de Farnapates. A batalha estava pendendo para o lado dos partas até que Ventídio, preocupado com a demora de Silão, marchou com suas forças e entrou no combate, o que mudou o rumo da batalha. Os partas foram completamente dominados e acabaram derrotados. O próprio Farnapates estava entre os mortos.

## Eventos posteriores
Quando o rei Pácoro I da Pártia soube da derrota de seu exército na Anatólia, decidiu deixar a Síria e recuou para além do Eufrates. Ventídio não interferiu no recuo, pois preferiu retomar a Síria, o que ele conseguiu terminar em 38 a.C..